# Doris Schattschneider
Doris J. Schattschneider (de soltera Wood, nacida el 19 de octubre de 1939) es una matemática estadounidense y profesora jubilada de matemáticas en el Moravian College, conocida por escribir sobre teselaciones y sobre el arte de M. C. Escher. Ayudó a Martin Gardner a validar y popularizar los descubrimientos sobre teselaciones de la matemática aficionada Marjorie Rice, y codirigió (con Eugene Klotz) el proyecto que desarrolló The Geometer's Sketchpad (El bloc de dibujo del geómetra).

## Biografía
Schattschneider nació en Staten Island. Su madre, Charlotte Lucile Ingalls Wood, era profesora de latín e hija de un director de escuela de Staten Island, y su padre, Robert W. Wood, Jr, era ingeniero eléctrico y trabajaba para la Oficina de Diseño de Puentes de la ciudad de Nueva York. Su familia se trasladó a Lake Placid, Nueva York, durante la Segunda Guerra Mundial, mientras su padre trabajaba como ingeniero para el ejército estadounidense. Doris comenzó sus estudios en Lake Placid, pero regresó a Staten Island después de la guerra. Estudió matemáticas en la Universidad de Rochester y se doctoró en la Universidad Yale en 1966 bajo la supervisión conjunta de Tsuneo Tamagawa e Ichirô Satake con la tesis, Restricted Roots of a Semi-simple Algebraic Group (Raíces restringidas de un grupo algebraico semisimple). Enseñó en la Universidad del Noroeste durante un año y en la  Universidad de Illinois en Chicago, en el Círculo de Chicago, durante tres años, antes de incorporarse al cuerpo docente del Moravian College en 1968, donde permaneció 34 años hasta su jubilación. Fue la primera mujer editora de la revista Mathematics Magazine, de 1981 a 1985.
Estuvo casada 54 años con el reverendo Dr. David A. Schattschneider (1939-2016), historiador de la Iglesia y decano del Seminario Teológico Moravo; su hija Laura Ellen Schattschneider es abogada.

## Colaboración con Marjorie Rice
Marjorie Rice, matemática aficionada y madre de cinco hijos en San Diego, quedó fascinada por las descripciones de Martin Gardner de teselaciones mediante baldosas pentagonales publicadas en la revista Scientific American. Investigó e, ideando su propio sistema de notación, descubrió en febrero de 1976 un tipo de mosaico pentagonal desconocido hasta entonces. Dibujó varias teselaciones con estas nuevas baldosas pentagonales y envió sus descubrimientos por correo a Martin Gardner, quien a su vez, envió el trabajo de Rice a Schattschneider, que era una experta en patrones de teselado. Schattschneider se mostró escéptica al principio, pero tras un examen minucioso, pudo validar los resultados de Rice. Schattschneider no sólo ayudó a Martin Gardner a dar a conocer los descubrimientos de Rice sobre los teselados pentagonales, sino que alabó su trabajo como un descubrimiento significativo de una matemática aficionada.
En 1995, en una reunión regional de la Asociación Matemática de América celebrada en Los Ángeles, Schattschneider convenció a Rice y a su marido para que asistieran a su conferencia sobre el trabajo de Rice. Al concluir su charla, presentó a la matemática aficionada que había hecho avanzar el estudio de las teselaciones. "Y todos en la sala... la ovacionaron de pie".

## Premios y distinciones
En 1979, Schattschneider ganó el premio Carl B. Allendoerfer de la Asociación Matemática de Estados Unidos a la excelencia en la escritura expositiva en la revista Mathematics Magazine por su artículo "Tiling the plane with congruent pentagons (Teselado del plano con pentágonos congruentes)". En 1993, ganó el premio de la Asociación Matemática de Estados Unidos a la distinción den la enseñanza de las matemáticas en la universidad. En 2012 fue nombrada miembro de la Sociedad Matemática Americana. En agosto de 2021 pronunció la conferencia Martin Gardner en el MathFest.

## Selección de publicaciones
Libros
- M. C. Escher Kaleidocycles (with Wallace Walker), Ballantine Books, 1977, Pomegranate Artbooks and TACO, 1987, Taschen 2015[16]
- Visions of Symmetry: Notebooks, Periodic Drawings, and Related Work of M. C. Escher (W. H. Freeman, 1990, 1992;

Revised as M. C. Escher: Visions of Symmetry, Harry N. Abrams, 2004)
- A Companion to Calculus (with Dennis Ebersole, Alicia Sevilla, and Kay Somers, Brooks/Cole, 1995)[21]

Volúmenes editados
- Geometry Turned On!: Dynamic Software in Learning, Teaching, and Research (with James King, Cambridge University Press, 1997)
- M.C. Escher's Legacy: A Centennial Celebration (with Michelle Emmer, Springer, 2003)

Artículos
- Schattschneider, Doris (1978), «Tiling the plane with congruent pentagons», Mathematics Magazine 51 (1): 29-44, JSTOR 2689644, doi:10.2307/2689644.;

Reprinted with Afterword in The Harmony of the World: 75 Years of Mathematics Magazine, eds. G. Alexanderson and P. Ross, Math. Assoc. of Amer., Washington D. C., 2007, pp. 175-190.
- Schattschneider, Doris (1978), «The plane symmetry groups: Their recognition and notation», The American Mathematical Monthly 85 (6): 439-450, JSTOR 2320063, doi:10.1080/00029890.1978.11994612..
- Schattschneider, Doris (1981), «In praise of amateurs»,  en Klarner, David A., ed., The Mathematical Gardner, Boston: Prindle, Weber & Schmidt, pp. 140-166.;

Reprinted as Mathematical Recreations:  A Collection in Honor of Martin Gardner, Dover Publications, New York, 1998.
- Schattschneider, Doris (1998), "One Corona is Enough for the Euclidean Plane," coauthor Nikolai Dolbilin.  In Quasicrystals and Discrete Geometry (J. Patera, editor).  Fields Institute Monographs, Vol. 10, AMS, Providence, RI, 1998, pp. 207–246.

Accompanying web site:  Catalog of Isohedral Tilings by Symmetric Polygonal Tiles

## Lectura relacionada
- Schroeder, Tom (11 de junio de 1992), «Math Professor's Watchword: Visual», The Morning Call..

- Datos: Q1245317